# Józef Strauss (poznański budowniczy)
 Józef Strauss (ur. 5 listopada 1875 w Zielonej Górze, zm. 21 lipca 1936 w Poznaniu) – polski budowniczy pochodzenia niemieckiego. Jeden z najzamożniejszych obywateli przedwojennego Poznania. Współtwórca wielu poznańskich budynków m.in.: Kościoła św. Jana Vianneya w Poznaniu oraz zabudowań przy ulicy Jackowskiego w Poznaniu, na Jeżycach.

## Życiorys
Urodził się 5 listopada 1875 w Zielonejgórze, w powiecie szamotulskim. Ukończył szkoły zawodowe w Poznaniu, uzyskując wykształcenie średnie techniczne (co w tamtych czasach było znacznym osiągnięciem) i tutaj też wykształcił się na murarza. Jego przedsiębiorstwo budowlane należało do najlepiej prosperujących w regionie. Władał płynnie językiem polskim i niemieckim. Ożenił się i miał dzieci. Jedno z jego dzieci córka Maria Strauss (ur. 8 grudnia 1907 w Poznaniu) wyszła za mąż za toruńskiego lekarza Józefa Antoniego Czyżaka (mimo sprzeciwu ojca który nie zgadzał się z endeckimi poglądami politycznymi przyszłego zięcia). Notabene w małżeństwie z Marią Strauss, miał Józef Czyżak czworo dzieci: córkę Marię, urodzoną w 1931 r. w Poznaniu, synów – Józefa, urodzonego w 1932 r. w Poznaniu i Antoniego, urodzonego w 1933 r. w Poznaniu , oraz córkę Danutę, urodzoną w 1936 r. w Toruniu, zamężną Malejka.
Józef Strauss znany był w Poznaniu z filantropii i niesienia pomocy bezrobotnym i biednym. Jednocześnie był też człowiekiem bardzo oszczędnym i miał nerwowy charakter (zdarzało się, że potrafił osobiście poturbować leniwego pracownika). Jego prywatna willa mieściła się przy ulicy Grunwaldzkiej 52 w Poznaniu. Jako jeden z nielicznych w Poznaniu w tamtym okresie posiadał prywatny telefon oraz samolot.
Zmarł nagle (według podań rodzinnych) na ulicy w okolicy Placu Wolności wysiadając z dorożki w dniu 21 lipca 1936.